# 20e corps d'armée (États-Unis)
Pour les articles homonymes, voir 20e corps d'armée.
Le 20e corps des États-Unis est un corps de l'armée américaine créé en 1943. Il participa à la Seconde Guerre mondiale.

## Hommages

### Rues
- Metz[1]
- Montigny-les-Metz